# لانگدون (نیوهمپشر)
لانگدون (به انگلیسی: Langdon) یک شهرک در ایالات متحده آمریکا است که در شهرستان سولیوان، نیوهمپشایر واقع شده‌است. لانگدون ۴۲٫۳ کیلومتر مربع مساحت و ۶۸۸ نفر جمعیت دارد و ۲۰۶ متر بالاتر از سطح دریا واقع شده‌است.